# Demófilo de Buen Lozano
Demófilo Mariano de Buen y Lozano (Madrid, 22 de julio de 1890-Ciudad de México, 23 de junio de 1946) fue un prestigioso jurista, docente y francmasón español (gran maestre del Grande Oriente Español) exiliado en México que ocupó las cátedras de derecho civil en las universidades de Sevilla y de Salamanca. Publicó varios libros sobre Derecho civil y presidió las salas V (de lo Social) y I (de lo Civil) del Tribunal Supremo durante la II República Española. No se vinculó a ningún partido, pero fue un destacado republicano.

## Datos biográficos

### Orígenes
Fue el mayor de seis hermanos. Hijo de Rafaela Lozano Rey y de Odón de Buen y del Cos, prestigioso científico oceanográfico, catedrático de biología en Barcelona, de ideología republicana y masón. Uno de sus hermanos fue Sadi de Buen Lozano, reconocido microbiólogo, fusilado por los insurrectos en Córdoba, España, en septiembre de 1936, en las primeras semanas de la guerra civil española.[cita requerida]
Estudió, al igual que el resto de sus hermanos, en la Escuela Moderna de Barcelona, institución laica dirigida por Francisco Ferrer Guardia, quien fue acusado de participar en la Semana Trágica de Barcelona en 1909 y fue fusilado por este motivo.[cita requerida]

### Estudios de Derecho
Estudió brillantemente la carrera de Derecho como alumno libre, sin asistir a las clases magistrales, y obtuvo diferentes premios extraordinarios. Se licenció en 1914. Gracias a una beca que le concedió la Junta para la Ampliación de Estudios, realizó estudios de posgrado en Alemania, bajo la dirección de Rudolf Stammler y otros juristas alemanes.
En 1918 se casó civilmente con su tía, hermana de su madre y 3 años mayor que él, pese a la rotunda oposición de su madre, opuesta al enlace. Se trasladó a la Universidad de Salamanca donde ejerció la docencia como catedrático de Derecho Civil. 

### Derecho Civil y masonería
Desde 1920 ocupó la Cátedra de Derecho Civil en la Universidad de Sevilla. De esta época data su afiliación a la masonería y al partido Acción Republicana, así como su amistad con el que más tarde sería Presidente de la II República, Diego Martínez Barrio, todo ello compaginando su faceta docente con el ejercicio práctico del derecho y una intensa actividad intelectual que le llevó a publicar desde 1922 diversas monografías y manuales sobre Derecho civil.

### Gobierno republicano
En 1931 se trasladó a Madrid, donde se vinculó al nuevo gobierno republicano y fue nombrado Vocal de la Comisión Jurídica Asesora del Ministerio de Justicia y Consejero de Estado. En 1933 recibió el nombramiento de presidente de la Sala V del Tribunal Supremo (entonces Sala de lo Social). Tras la victoria del Frente Popular en las elecciones de febrero de 1936, fue designado presidente del Consejo de Trabajo y representante español en el Consejo de Administración de la Organización Internacional del Trabajo.

### Tribunales
Durante la Guerra Civil Demófilo de Buen fue designado presidente de la Sala Primera del Tribunal Supremo (Sala de lo Civil), vacante por "separación preventiva" del hasta entonces titular Jerónimo González, afecto a los sublevados. En agosto de 1937 fue nombrado presidente del Tribunal Popular de Responsabilidades Civiles, cargo que ejerció hasta noviembre de 1938.

### Exilio a México y Panamá
En 1939, al producirse la victoria de las tropas franquistas en la Guerra civil española, de Buen tuvo que abandonar España, exiliándose primero en México y desde 1943 en Panamá. En México fue profesor de Derecho Civil en la Escuela Nacional de Jurisprudencia y en Panamá impartió la cátedra de Derecho Civil en la Facultad de Derecho y Ciencias Políticas de la Universidad de Panamá, facultad de la que llegó a ser decano y en la que fundó y dirigió el Instituto de Derecho Comparado. El Gobierno de la República en el exilio le otorgó el nombramiento, puramente virtual, de Presidente del Tribunal Supremo.

### Fallecimiento
Demófilo de Buen falleció en México el 23 de junio de 1946, a consecuencia de una cirrosis hepática derivada de una hepatitis crónica que arrastraba desde su etapa sevillana. Desde 1952 la Biblioteca de la Facultad de Derecho de la Universidad de Panamá lleva su nombre.
La depuración como catedrático, sin lugar a proceso contradictorio alguno, se produjo mediante Orden Ministerial en febrero de 1939, junto a otros catedráticos:

«... se separa definitivamente por ser pública y notoria la desafección de los catedráticos universitarios que se mencionarán al nuevo régimen implantado en España, no solamente por sus actuaciones en las zonas que han sufrido y en las que sufren la dominación marxista, sino también por su pertinaz política antinacionalista y antiespañola en los tiempos precedentes al Glorioso Movimiento Nacional. La evidencia de sus conductas perniciosas para el país hace totalmente inútiles las garantías procesales que, en otro caso constituyen la condición fundamental en todo enjuiciamiento, y por ello, este Ministerio ha resuelto separar definitivamente del servicio y dar de baja en sus respectivos escalafones a los señores: Luis Jiménez de Asúa, Fernando de los Ríos Urruti, Felipe Sánchez Román y José Castillejo Duarte, catedráticos de Derecho; José Giral Pereira, catedrático de Farmacia; Gustavo Pittaluga Fattorini y Juan Negrín López, catedráticos de Medicina; Blas Cabrera Felipe, catedrático de Ciencias; Julián Besteiro Fernández, José Gaos González Pola y Domingo Barnés Salinas, catedráticos de Filosofía y Letras, todos ellos de la Universidad de Madrid. Pablo Azcárate Flores, Demófilo de Buen Lozano, Mariano Gómez González y Wenceslao Roces Suárez, catedráticos excedentes de Derecho.»
Orden del 4 de febrero de 1939, Ministerio de Educación Nacional.

## Familia
Su hijo Néstor de Buen Lozano fue catedrático de Derecho en la UNAM y especialista en Derecho laboral en México.

## Obras principales
- De la usucapión (con Leopoldo Alas y Enrique Ramos Ramos). Centro de Estudios Históricos, Madrid, 1916.
- Las normas jurídicas y la función judicial; problemas de los artículos 5 y 6 del Código civil, Reus, Madrid, 1916 (revisión de su tesis doctoral).
- De la prescripción extintiva, Centro de Estudios Históricos, Madrid, 1918. (también en colaboración con Leopoldo Alas y Enrique Ramos).
- “Notas sobre el Derecho civil español”, en COLIN, Ambrosio y CAPITANT, Henri, Curso elemental de Derecho civil, 8 volúmenes, Instituto Editorial Reus, Madrid, 1922 a 1928.
- Derecho civil común y foral Reus, Madrid, 1922.
- “La estipulación en provecho de tercero”, en Revista General de Legislación y Jurisprudencia, Tomo CXLII (1923).
- Servidumbres rurales según la legislación común, Madrid, Calpe, 1923.
- Introducción al estudio del Derecho civil, prólogo de Felipe Sánchez-Román, Editorial Revista de Derecho Privado, Madrid, 1932.
- “Ensayo sobre el concepto del contrato”, en Boletín del Instituto de Legislación Comparada, Universidad Interamericana, Panamá, julio-septiembre de 1944.